# Danio quangbinhensis
Danio quangbinhensis é uma espécie dos peixes endêmicas a Ásia em geral e ao Parque Nacional de Phong Nha-Ke Bang, província de Quang Binh, Vietnã. O peixe do adulto é mede cerca de 8,5 cm.